# Il mistero della fonte
Il mistero della fonte (The Spring) è un film per la televisione del 2000, diretto da David Jackson e basato sul romanzo The Spring di Clifford Irving.

## Trama
Dennis Conway e suo figlio Nick, mentre fanno rafting su un fiume, scoprono casualmente una sorgente le cui acque pare siano in grado di regalare l'eterna giovinezza. Devono vedersela con l'iniziale ostracismo da parte degli abitanti del posto.